# غريفين

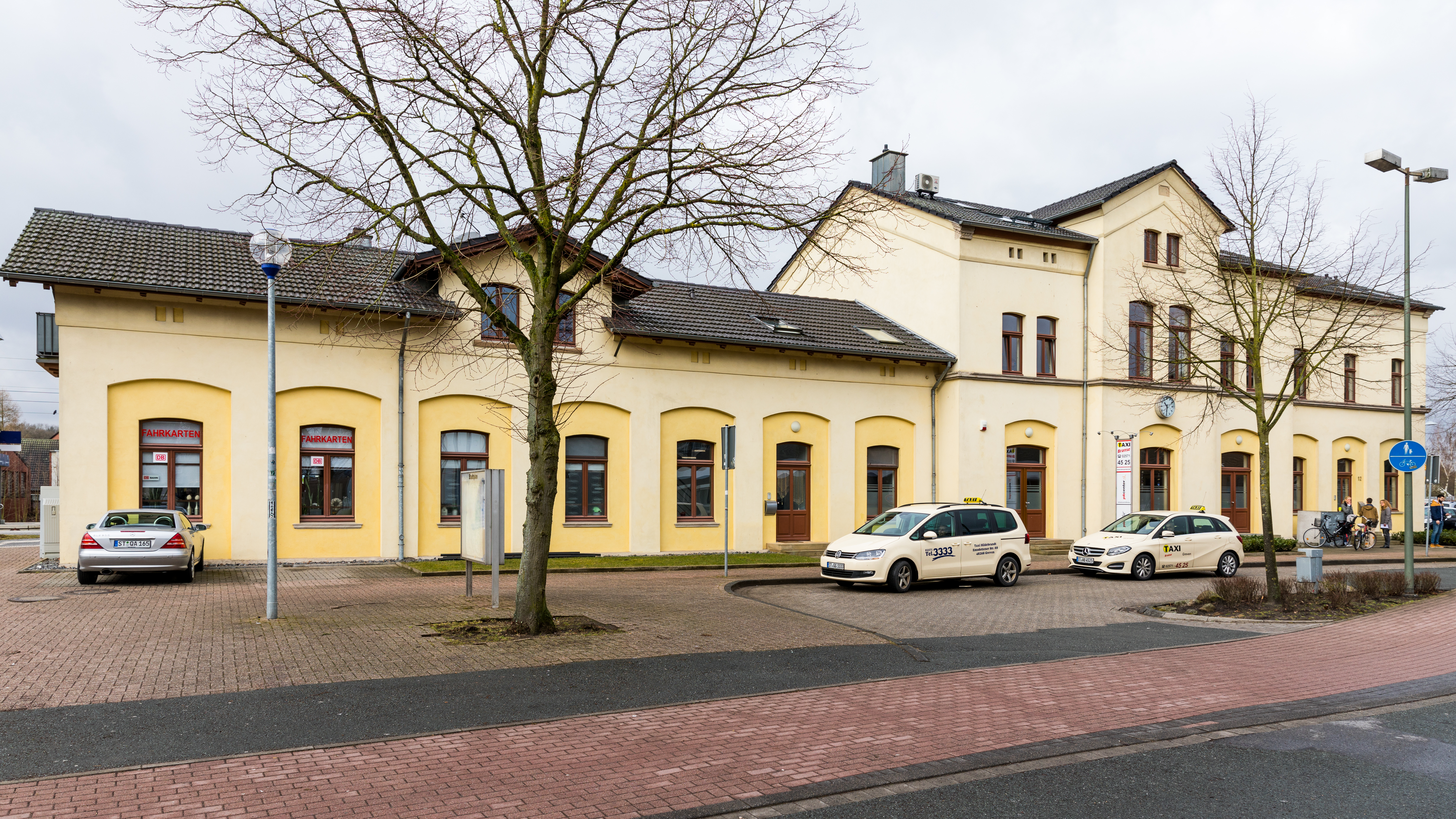
محطة القطار في غريفين

غريفين (بالألمانية: Greven) هي مدينة صغيرة تقع بالقرب من مدينة راينه، ويبلغ عدد سكانها 35887 نسمة، ويوجد في المدينة مطار يخصص رحلات باتجاه أوروبا وأفريقيا وحتى آسيا.

## توأمة
لغريفين اتفاقيات توأمة مع:
- مونتارغيس

## أعلام
- ريتا مايبرج
- مارسيل إنغلهارد